# Desa Kumpay
Desa Kumpay är en administrativ by i Indonesien.   Den ligger i provinsen Jawa Barat, i den västra delen av landet, 110 km sydost om huvudstaden Jakarta. Desa Kumpay ligger vid sjön Ranca Tunjung.